# Arktična katedrala
Cerkev Tromsdalen ali Arktična katedrala (norveško Tromsdalen kirke, Ishavskatedralen) je župnijska cerkev Norveške cerkve v občini Tromsø v okrožju Troms og Finnmark na Norveškem. Stoji v dolini Tromsdalen na vzhodni strani mesta Tromsø. To je cerkev za župnijo Tromsøysund, ki je del Tromsø domprosti (naddekanije) v škofiji Nord-Hålogaland. Sodobna cerkev iz betona in kovine je bila zgrajena v slogu dolge cerkve leta 1965 po načrtih, ki jih je pripravil arhitekt Jan Inge Hovig. Cerkev sprejme približno 600 ljudi.

## Ime
Z uradnim imenom Cerkev Tromsdalen se cerkev običajno imenuje Ishavskatedralen, kar pomeni »Katedrala Arktičnega morja« ali preprosto »Arktična katedrala«. Kljub svojemu vzdevku je to župnijska cerkev in ne pravzaprav stolnica, kot jo običajno imenujejo.

## Gradnja
Cerkev je zasnoval arhitekt Jan Inge Hovig in je zgrajena pretežno iz betona. Glavni izvajalec gradnje je bil Ing. F. Selmer A/S Tromsø. Cerkev je zaradi svoje zasnove ena najbolj opaznih cerkva v Tromsøju. Vendar ima Tromsø druge zanimive cerkve, kot je protestantska Stolnica Tromsø, ki je znana kot edina lesena stolnica na Norveškem, in katoliška stolnica Naše Gospe v Tromsøju.
Začetek gradnje je bila 1. aprila 1964, dokončana pa je bila leta 1965. Novo cerkev je 19. novembra 1965 posvetil škof Monrad Norderval. Cerkev je zgrajena iz ulitih betonskih plošč, prevlečenih z aluminijem.
Leta 1972 je bil na vzhodni strani dodan stekleni mozaik, ki ga je izdelal Victor Sparre. Cerkev je pridobila orgle, ki jih je izdelal Grönlunds Orgelbyggeri leta 2005, s tremi manuali, pedali, 42 stopalkami in 2940 piščalmi. Zamenjal je stari opus št. 12 orgel, ki jih je izdal Vestlandske Orgelverksted, Hareid, ki so imele 22 glasov in 124 tipk.

## Arhitektura
Silhueta otoka Håja, zahodno od Tromsøja, je navedena kot možen navdih za arhitekturo cerkve. Poševne strehe segajo do tal in tako tvorijo zunanjo steno na severu in jugu objekta. Izdelani iz betona, oblečenega v biserno siv ognjevarno prevlečen aluminij, so videti kot zložene stilizirane ledene plošče. Kot beton je bil uporabljen nov lahki beton, ki ima tudi dobre izolativne lastnosti. Posamezni elementi so široki štiri metre in debeli 30 centimetrov. Ojačani z jeklom so bili uliti na kraju samem z uporabo po meri izdelanih odrov. Betonski elementi slonijo na nosilnih okvirjih iz jekla, ki segajo od tal do slemena strehe. Kot strešna kritina je bila tudi mišljena uporaba plastične membrane s kamnitimi zrni namesto končno uporabljene valovite aluminijaste pločevine. Druga varianta strehe, ki ni bila izvedena, je predvidevala bakrene plošče, kar bi povzročilo znatne dodatne stroške.
35 metrov visoko zahodno pročelje cerkve je iz prozornega brezbarvnega stekla. Okna so opremljena s fluorescenčnimi cevmi, ki osvetljujejo tako zunanjost kot notranjost. Koncept osvetlitve je ustvaril Gunnar Eigil Støltung. Støltung je bil leta 1966 za to odlikovan. Vhodna vrata so tudi na zahodnem pročelju. Pred to stekleno fasado, ki je od zunaj videti temna, dominira monumentalen bel križ, ki je viden že od daleč.

### Vitraž v koru
Korna stran cerkve je bila prvotno proti vzhodu zaprta s 140 m² velikim oknom iz navadnega stekla. 23 metrov visok stekleni mozaik je nato v obdobju treh let ustvaril Victor Sparre z uporabo tehnologije Dallglas in je bil slovesno odprt 25. junija 1972. Nosi naslov Jezusova vrnitev. Je eden največjih vitražev v Evropi in je sestavljen iz 86 pravokotnih plošč. Skupno je bilo predelanih enajst ton stekla. Koščki stekla so debeli po dva centimetra, enobarvni in sijoči. V nasprotju s tem, kar je običajno pri cerkvenih oknih, delov ni bilo mogoče držati s svincem, temveč so jih utrdili z železom in nato povezali z betonom. Posledica tega so velike, nosilne površine. Sparre je menil, da bo sicer brezdušna zgradba šele z oknom in vidnim Kristusovim oznanjevanjem postala pravo bogoslužje. Poleg glavnega motiva, ki govori o Kristusovi vrnitvi, so v steklenem mozaiku še drugi detajli. V zgornji konici je vidna božja roka, ki simbolizira poseg v zgodovino. Bog je v procesu dokončanja svojega stvarjenja. Prelomna svetloba premaga temo. Kristusova figura je prikazana svetlo in močno. Premagal je trpljenje in človeštvo, ki ga predstavljata Adam in Eva, ga pozdravlja z veseljem. Pod tem je simbolično prikazan način, kako se ljudje ukvarjajo z ustvarjanjem. Lobanje in bodeča žica predstavljajo samoustvarjeno trpljenje in vojno. Na drugem mestu kladivo, žeblji in kocke prikazujejo, kako je človeštvo ravnalo z Božjim Sinom, ko se je prvič pojavil. Drugi motiv je ura, ki kaže čas od pet do dvanajst, Sveto pismo in pot do cerkve. So simboli, da je človeštvo v zadnji fazi svoje zgodovine, vendar je še čas, da si prizadevamo za odrešitev in stopimo na pot ljubezni.